# 蘆之牧溫泉站

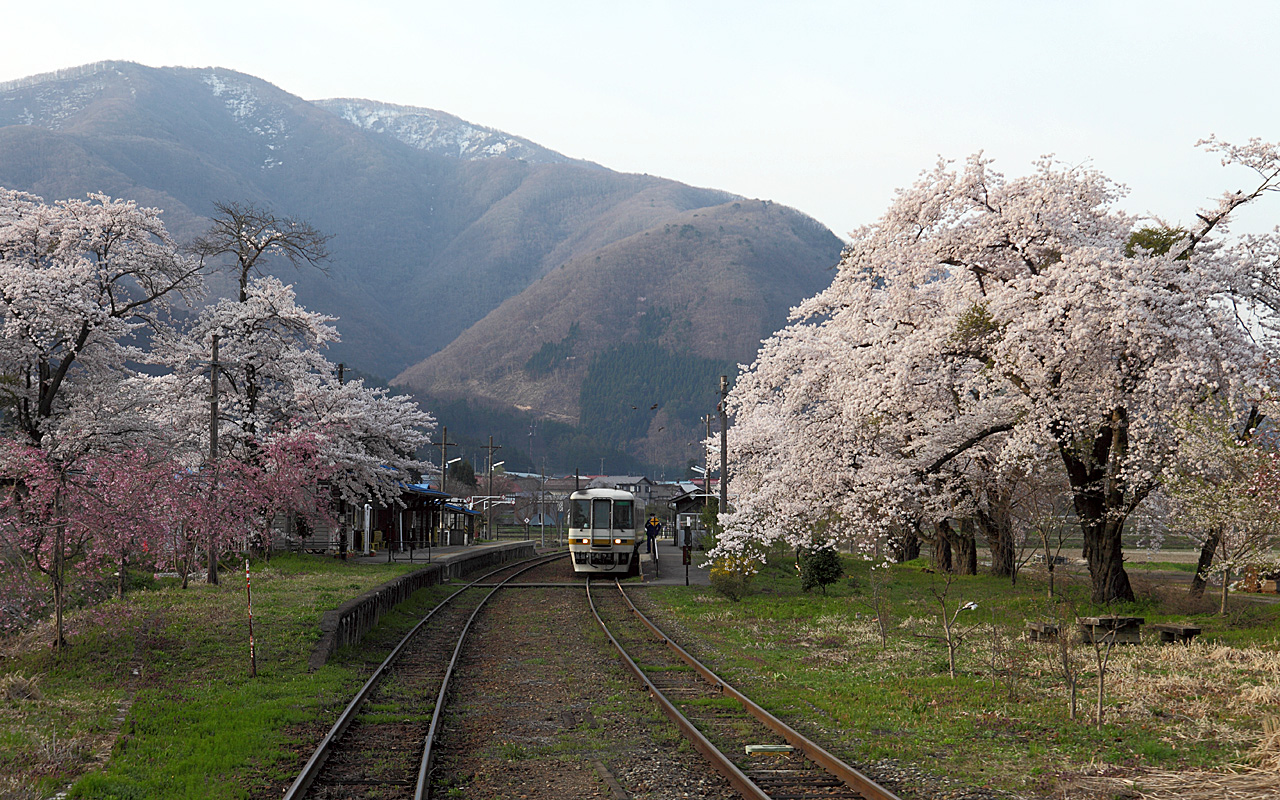
站內

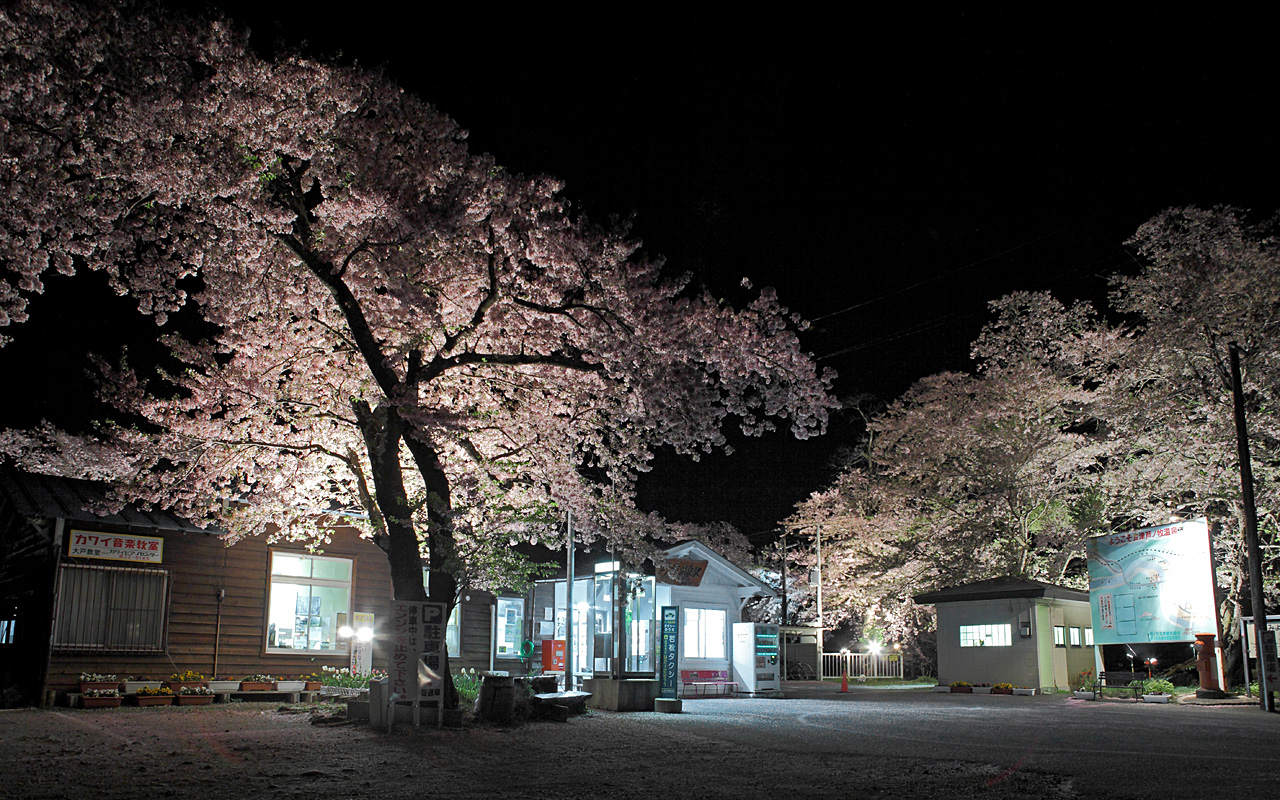
櫻花盛開時期點燈

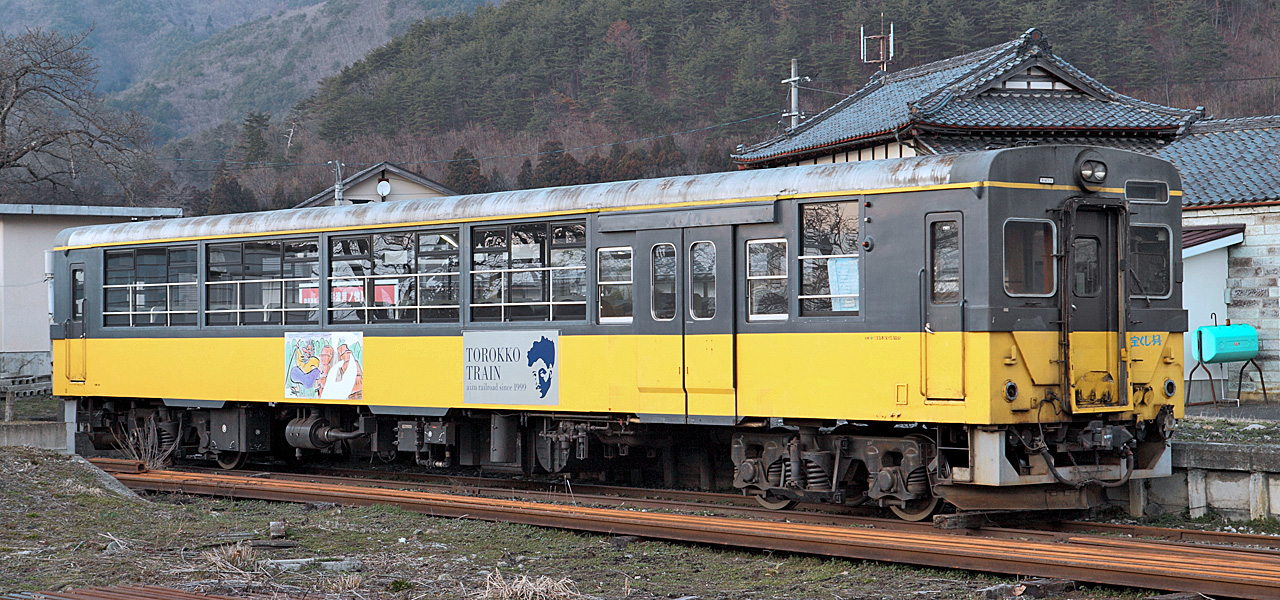
靜態保存的AT-301（2010年）

蘆之牧溫泉站（日语：／ Ashinomaki-onsen eki */?）是位於福島縣會津若松市大戶町上三寄乙49號，會津鐵道的會津線車站。

## 歷史
- 1927年（昭和2年）11月1日 - 國有鐵道會津線開設上三寄站（日语：／）。
- 1971年（昭和46年）8月29日 - 結束售票和檢票業務，只設置運輸要員。
- 1987年（昭和62年）
  - 4月1日 - 伴隨國鐵分割民營化，車站由東日本旅客鐵道（JR東日本）營運。
  - 7月16日 - 會津線由會津鐵道接管，成為會津鐵道線車站。同時車站改名為蘆之牧溫泉站。
- 2008年（平成20年）4月24日 - 名譽站長（日语：名誉駅長）貓上任。
- 2012年（平成24年）
  - 6月3日 - 常陸那珂海濱鐵道那珂湊站結成姊妹車站。
  - 7月 - 站前建設「會津鐵道神社」。
- 2015年（平成27年）12月24日 - 名譽站長退任，由另一隻貓就任。車站大樓內舉行「交班儀式」。
- 2016年（平成28年）4月22日] - 第一代名譽站長因衰老而長眠。
- 2017年（平成29年）10月14日 - 名譽站長的弟弟就任設施長。
- 2018年（平成30年）7月20日 - 與電視動畫《野良與皇女與流浪貓之心》舉行合作活動（動畫中登場的貓成為名譽副站長）[1]。
- 2020年（令和2年）
  - 2月22日 - 的弟妹（性別未確認，應該是妹妹）首次露面。並招募其的名稱，4月10日發布名稱為「櫻」。
  - 3月末 - 由於接受治療而退任。

## 車站構造
此站是地面車站，設有2面2線的相對式月台。車站大樓位於下行月台側。兩月台靠近會津若松站一方設有站內平交道。
此站是簡易委託車站。在站名牌上標記了「天下御免紫盤谷國會津蘆之牧藩」。
在側線上存放了小列車「AT-301」（前國鐵KiHa30 18）。

### 月台
| 月台         | 路線    | 上下行 | 方向                         |
| ------------ | ------- | ------ | ---------------------------- |
| 車站大樓一方 | ■會津線 | 下行   | 會津田島、會津高原尾瀨口方向 |
| 車站大樓對面 | ■會津線 | 上行   | 會津若松、喜多方方向         |

## 使用狀況
在2016年度的1日平起乘車人次為99人。
| 乘車人員變化 | 乘車人員變化 |
| 年度         | 1日平均人次  |
| ------------ | ------------ |
| 2000         | 107          |
| 2001         | 90           |
| 2002         | 96           |
| 2003         | 88           |
| 2004         | 90           |
| 2005         | 99           |
| 2006         | 99           |
| 2007         | 107          |
| 2008         | 123          |
| 2009         | 107          |
| 2010         | 93           |
| 2011         | 55           |
| 2012         | 77           |
| 2013         | 79           |
| 2014         | 93           |
| 2015         | 85           |
| 2016         | 99           |

## 車站周邊

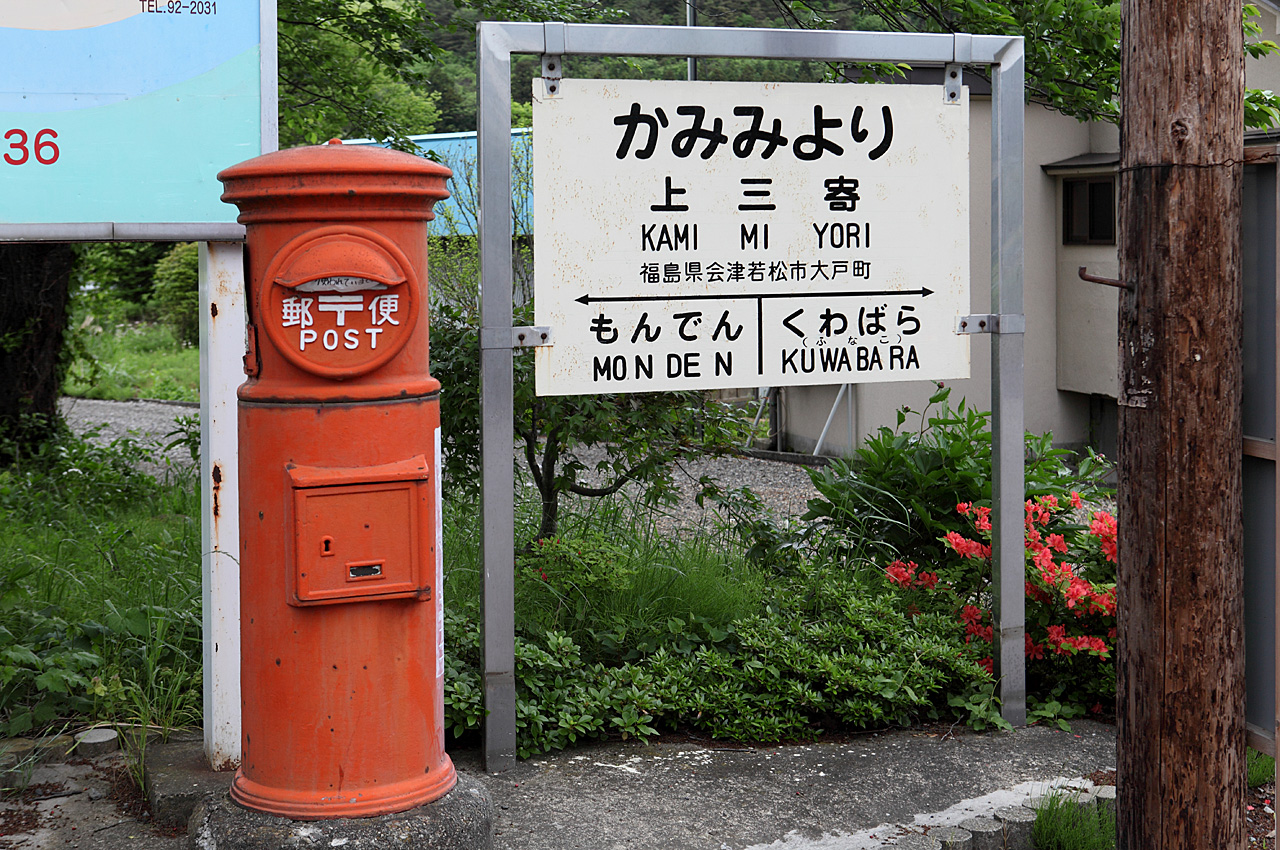
站前圓形郵筒和「上三寄」站名牌

- 會津若松市政廳大戶市民中心
- 會津若松市立大戶中學

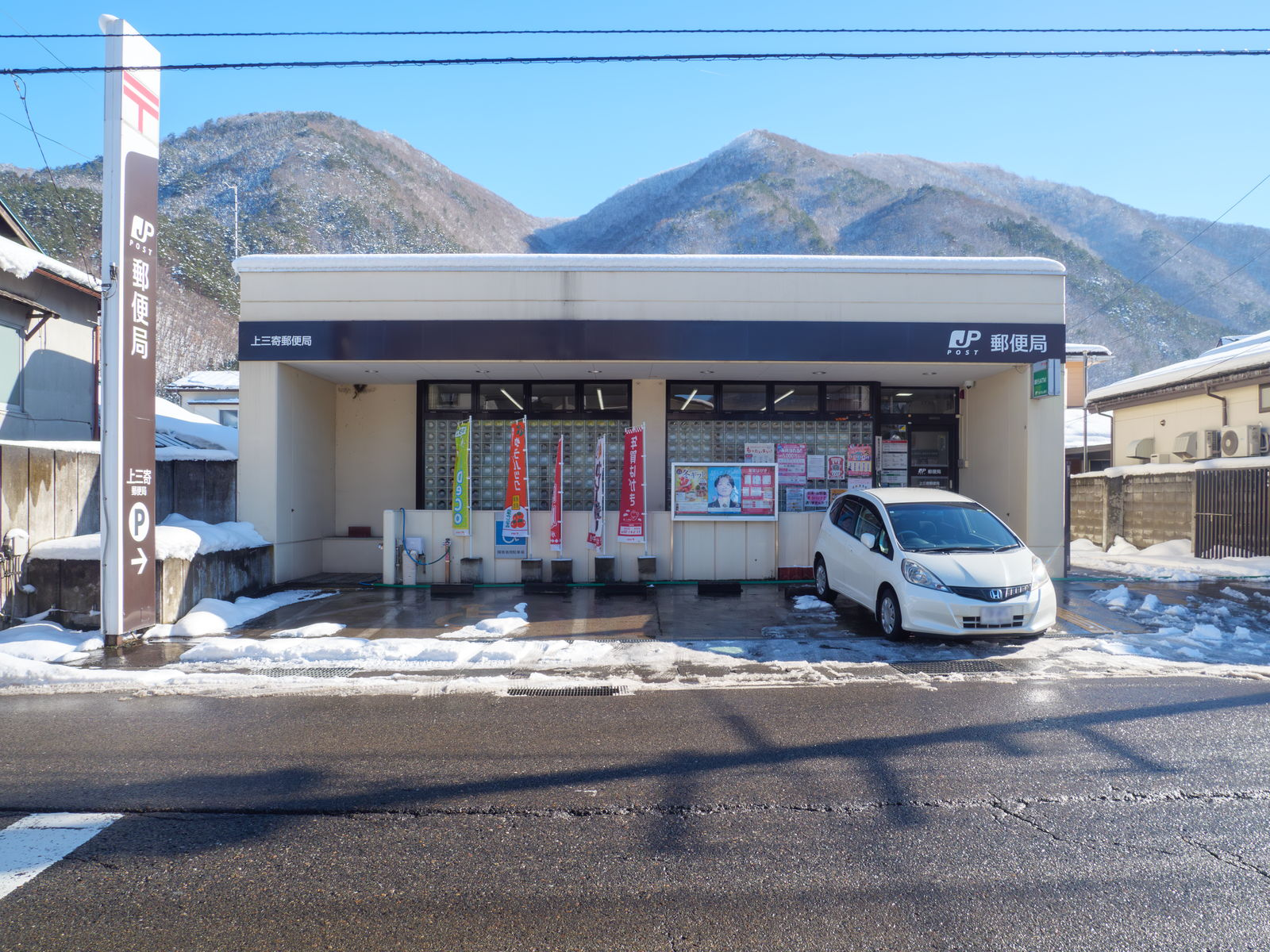
上三寄郵局
- 福島縣道213號蘆之牧溫泉停車場線（日语：福島県道213号芦ノ牧温泉停車場線）
- 蘆之牧溫泉（日语：芦ノ牧温泉） - 在國道118號（日语：国道118号）的上三寄巴士站轉乘會津巴士（日语：会津乗合自動車）約15分鐘。
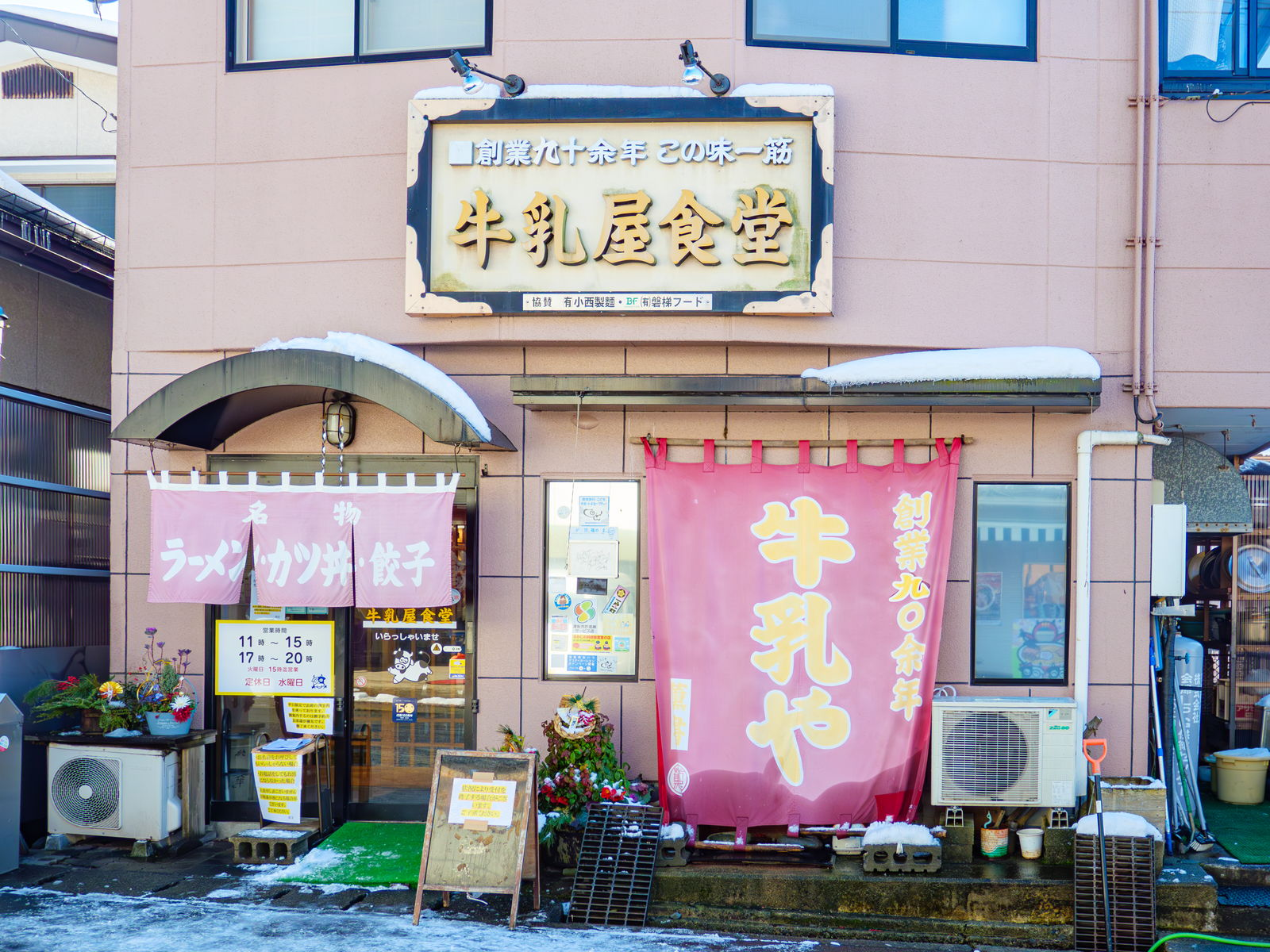
牛乳屋食堂、上田食堂 - 會津拉麵店
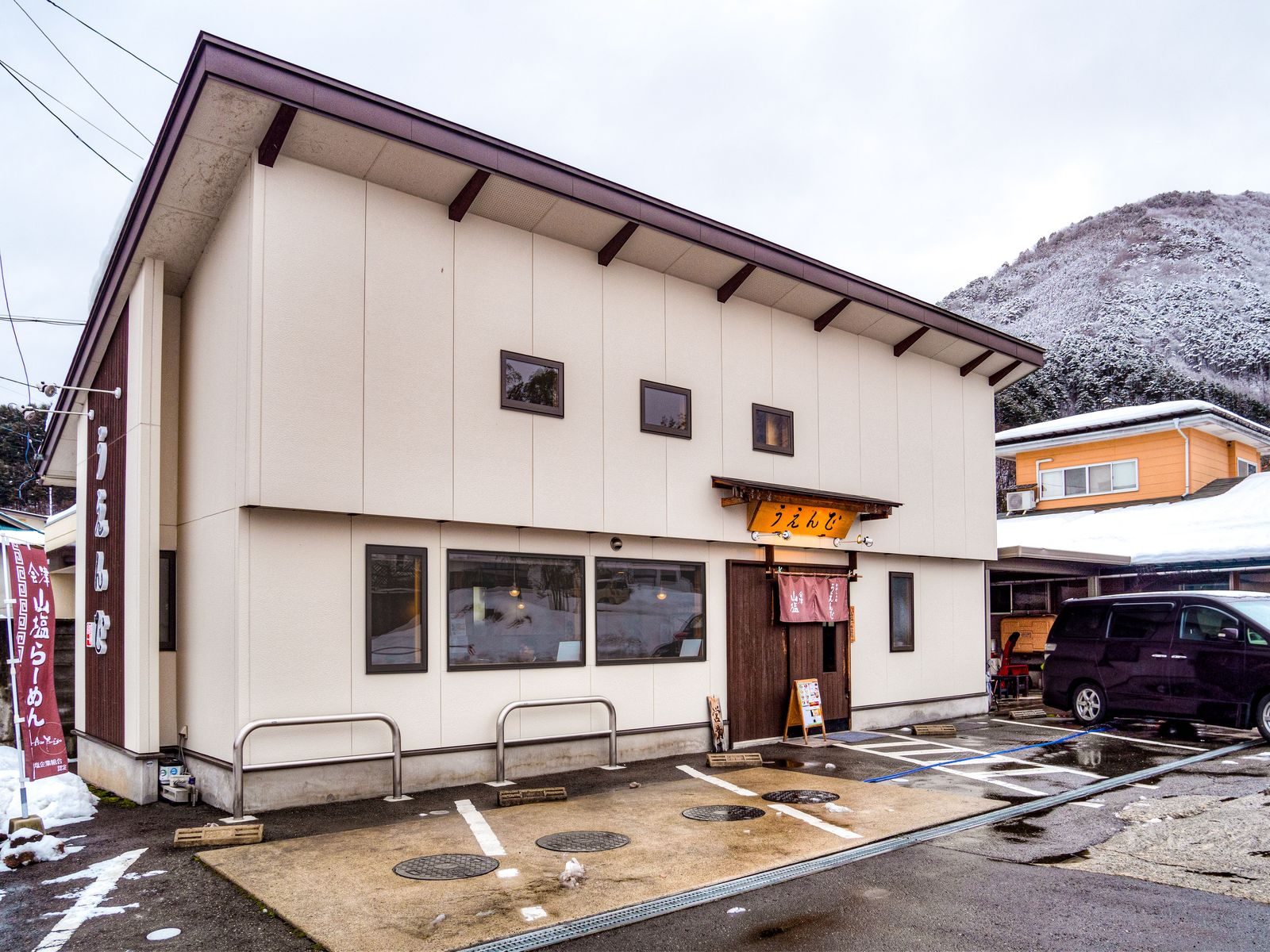
上田食堂

站前設有舊名上三寄站的站名牌。
- 上三寄郵局
- 牛乳屋食堂
- 上田食堂

## 巴士路線
在車站東邊約200米的國道118號上設有「上三寄」巴士站。
| 乘車處           | 系統     | 主要途經                       | 目的地       | 巴士公司       | 備註 |
| ---------------- | -------- | ------------------------------ | ------------ | -------------- | ---- |
|                  | 蘆之牧線 | 平澤、蘆之牧車廠               | 大川發電站前 | 會津乘合自動車 |      |
| 小鹽、蘆之牧車廠 | 蘆之牧線 | 大川發電站前                   |              | 會津乘合自動車 |      |
|                  | 蘆之牧線 | 門田站入口、鶴城西出口、神明通 | 若松站前     | 會津乘合自動車 |      |

## 相鄰車站
會津鐵道
■會津線
□快速「接力號」
西若松－蘆之牧溫泉－湯野上溫泉
□快速「AIZU山特快」、■普通（包含「接力號」）
雨屋－蘆之牧溫泉－大川水壩公園

## 注腳
1. ↑  会津鉄道×TVアニメ「ノラと皇女と野良猫ハート」コラボレーション企画進行! （页面存档备份，存于）（日語）《野良與皇女與流浪貓之心》官方網站（2018年8月11日參閲）。
2. ↑  第132回福島県統計年鑑 （页面存档备份，存于）（日語）

## 外部連結
- 蘆之牧溫泉站 （页面存档备份，存于）（日語）
- 守護蘆之牧溫泉站之會 （页面存档备份，存于）（日語）
- 貓站長「ばす」的日記 （页面存档备份，存于）（日語）